# Jason Crow

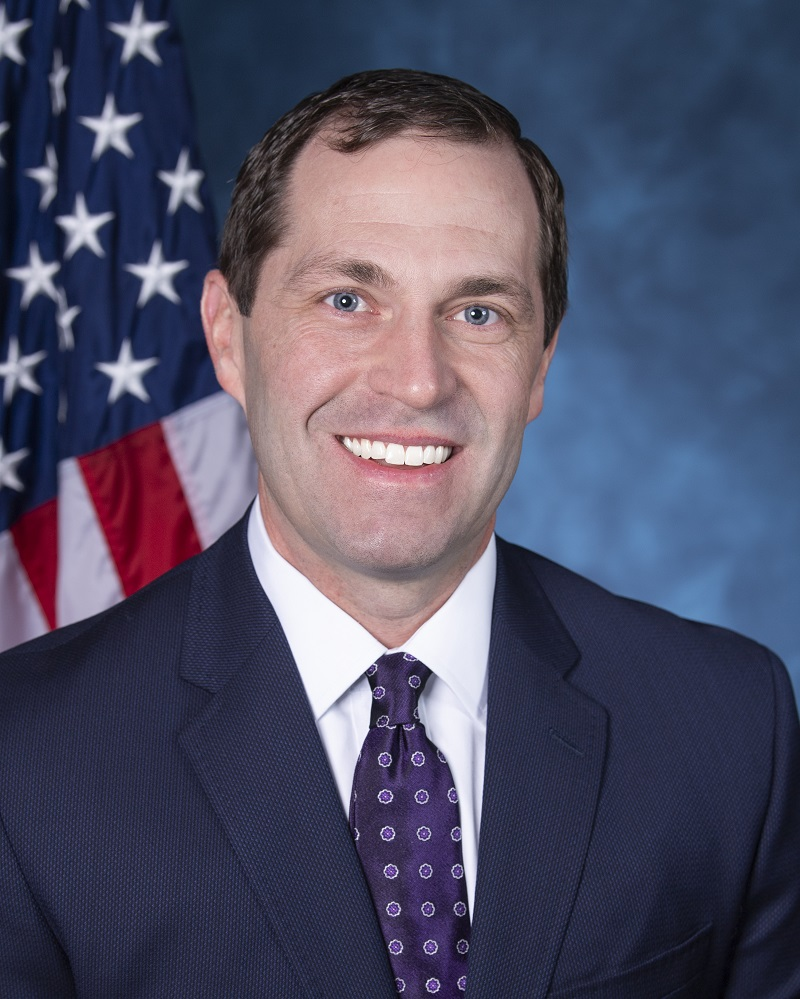
Jason Crow (2019)

Jason A. Crow (geboren am 15. März 1979 in Madison, Wisconsin) ist ein amerikanischer Politiker der Demokratischen Partei. Er vertritt seit 2019 den sechsten Distrikt des Bundesstaats Colorado im Repräsentantenhaus der Vereinigten Staaten.

## Familie, Ausbildung und Beruf
Crow wuchs in Wisconsin auf und stammt aus einer Arbeiterfamilie. Er arbeitete auf dem Bau und schrieb sich bei der Wisconsin National Guard ein, um sein Studium zu finanzieren. Bei der National Guard erkannte er laut Eigenaussage den Reiz daran, seinem Land zu dienen, und entschied sich nach den Terroranschlägen am 11. September 2001, zum Militär zu gehen.
Er begann 1998 sein Studium der Verhaltenswissenschaft und Rechtskunde an der University of Wisconsin–Madison und schloss dort 2002 mit dem Bachelor of Arts ab. Anschließend diente er von 2002 bis 2006 in der US Army als Ranger und hatte drei Einsätze im Irak und in Afghanistan. Im Irakkrieg nahm er 2003 an der Schlacht um Samawa in der 82nd Airborne Division teil und erhielt den Bronze Star. Für das Joint Special Operations Command war er in Tacoma stationiert und an zwei Einsätzen in Afghanistan beteiligt.
Nach seinem aktiven Dienst setzte er das Studium an der Law School der University of Denver in Colorado fort und erhielt dort 2009 den Juris Doctor (J.D.). Von 2009 bis 2014 gehörte Crow dem Colorado Board of Veterans Affairs an, der bundesstaatlichen Behörde für Veteranenfragen. Er trat in die örtliche Niederlassung der Großkanzlei Holland and Hart in Denver ein, für die er bis zum Kongressmandat in Zivil- und Strafsachen sowie an Compliance-Programmen für Unternehmen arbeitete und deren Partner er 2017 wurde. 2011 war er Dozent für Wirtschaftsstrafrecht an der University of Denver. Zwischenzeitlich engagierte er sich bei Projekten des Gouverneurs John Hickenlooper und des Senators Mark Udall.
Mit seiner aus Colorado stammenden Frau Deserai, die er während seiner Armeezeit in North Carolina kennengelernt hatte und mit der er von 2005 bis 2023 verheiratet war, hat Crow zwei Kinder. Sie wohnen in Aurora, einer östlichen Vorstadt Denvers.

## Politische Laufbahn
Crow war schon vor seiner Kongresslaufbahn politisch engagiert. So nahm er an der Democratic National Convention 2012 teil und hielt eine Rede, in der er für die Nominierung Barack Obamas zu einer zweiten Amtszeit als Präsident warb. Er gibt allerdings an, bis zur Wahl Donald Trumps zum Präsidenten 2016 nicht an eine eigene politische Laufbahn gedacht zu haben. Im April 2017 gab er bekannt, sich bei der Wahl 2018 für das Mandat des 6. Kongresswahlbezirk Colorados im US-Repräsentantenhaus zu bewerben, das bisher der Republikaner Mike Coffman innehatte. Damals wohnte er noch nicht im Distrikt, sondern im westlich unmittelbar angrenzenden Stapleton, was ihm von politischen Gegnern den Vorwurf einbrachte, er kenne den Wahlkreis nicht und sei ein Carpetbagger. Am 28. Juni 2018 schlug er bei der Vorwahl der Demokraten den linken Geschäftsmann Levi Tillemann mit 66 Prozent der Stimmen. Bei der Hauptwahl im November 2018 besiegte er Coffman mit 54 zu 43 Prozent der Stimmen, nachdem er bereits in den Umfragen geführt hatte.
Der Bezirk, der seit einer Umstrukturierung 2013 die östlichen Vorstädte Denvers mit Aurora umfasst und mit einem zwanzigprozentigen Anteil von Hispanics der ethnisch diverseste des Bundesstaates ist, ist strukturell zwischen beiden großen Parteien ausgeglichen (Cook Partisan Voting Index: R+1). Coffmans Sitz galt deshalb bereits seit Jahren als eines der Hauptziele der Demokraten. 2016 hatte Coffman noch mit 51 zu 43 Prozent gegen die Staatssenatorin Morgan Carroll gewonnen, Donald Trump hatte den Wahlkreis jedoch bei der zeitgleichen Präsidentschaftswahl deutlich verloren.
Crow hatte mit seiner Vergangenheit beim Militär und dem Versprechen, sich als zugänglicher Volksvertreter intensiv um die Bedürfnisse der Einwohner zu kümmern, ein ähnliches Profil wie der beliebte und von vielen Interessengruppen und Gemeinschaften des Bezirks geschätzte Coffman. Während republikanische Wahlkampfspots Crows anfängliche Anwaltstätigkeit für Wirtschaftskriminelle angriffen, verteidigte er seine Arbeit, die auch Mandate pro bono und Programme gegen Diskriminierung und Belästigung am Arbeitsplatz umfasste. Beobachter schrieben den Wahlausgang der anhaltenden Unbeliebtheit Präsident Trumps, insbesondere unter Einwanderern und Minderheiten, sowie der Sehnsucht nach einem Neuanfang zu, den Crow als politisch unbeschriebenes Blatt verkörperte. Er gewann insbesondere in den üblicherweise republikanisch geneigten Vorstädten wie Greenwood Village, Centennial und Highlands Ranch.
Crow trat sein Mandat im Repräsentantenhaus am 3. Januar 2019 an. Er ist der erste Demokrat, der diesen Kongresswahlbezirk seit seiner Schaffung 1983 vertritt. Bei den Wahlen 2020, 2022 und 2024 wurde er jeweils in seinem Amt bestätigt. Seine aktuelle Legislaturperiode im Repräsentantenhaus des 118. Kongresses läuft noch bis zum 3. Januar 2027.

### Ausschüsse
Crow ist aktuell Mitglied in folgenden Ausschüssen des Repräsentantenhauses:
- Armed Services
  - Intelligence and Special Operations (Ranking Member)
- Permanent Select Committee on Intelligence

Des Weiteren ist er Mitglied in der New Democrat Coalition, Vorsitzender des Army Caucus, stellvertretender Vorsitzender der Gun Violence Prevention Task Force sowie Mitglied in rund 50 weiteren Caucuses.

## Positionen
Crow sieht sich als Teil einer Reihe jüngerer Politiker, die Angelegenheiten der Veteranen ins Zentrum der Politik rücken wollen; im 116. Kongress sind – mit Crow – mehr Veteranen vertreten als jemals zuvor. Er hat sich für eine Stärkung der überparteilichen Zusammenarbeit eingesetzt und gilt politisch als moderat. Anders als der linke Flügel seiner Partei, hält er die Abschaffung der unter Trump in die Kritik geratenen Einwanderungsbehörde für falsch und setzt sich für eine ganzheitliche Reform der Einwanderungspolitik ein. Auch bei der Einleitung eines Amtsenthebungsverfahrens gegen Präsident Trump blieb Crow im Wahlkampf abwartend. Er wolle warten, bis der Bericht des Sonderermittlers Robert Mueller vorliege, dessen Arbeit Crow rechtlich besser von politischen Einflussnahmen abschirmen wollte. Eine von manchen Demokraten geforderte Amtsenthebung des unter heftigen Kontroversen ernannten Supreme-Court-Richters Brett Kavanaugh lehnte Crow im Wahlkampf ab. Seine Erfahrung als Vater nannte Crow als Grund dafür, dass er sich für schärfere Waffenkontrollen einsetzte, um etwa Amokläufe an Schulen zu verhindern.